# Cheilanthes botswanae
Cheilanthes botswanae là một loài dương xỉ trong họ Pteridaceae. Loài này được Schelpe mô tả khoa học đầu tiên.